# Johannes Baumann
Pour les articles homonymes, voir Baumann.
Johannes Baumann, homme politique suisse, né le 27 novembre 1874 à Herisau et mort le 8 septembre 1953 à Herisau, bourgeois de Herisau (Appenzell Rhodes-Extérieures), 

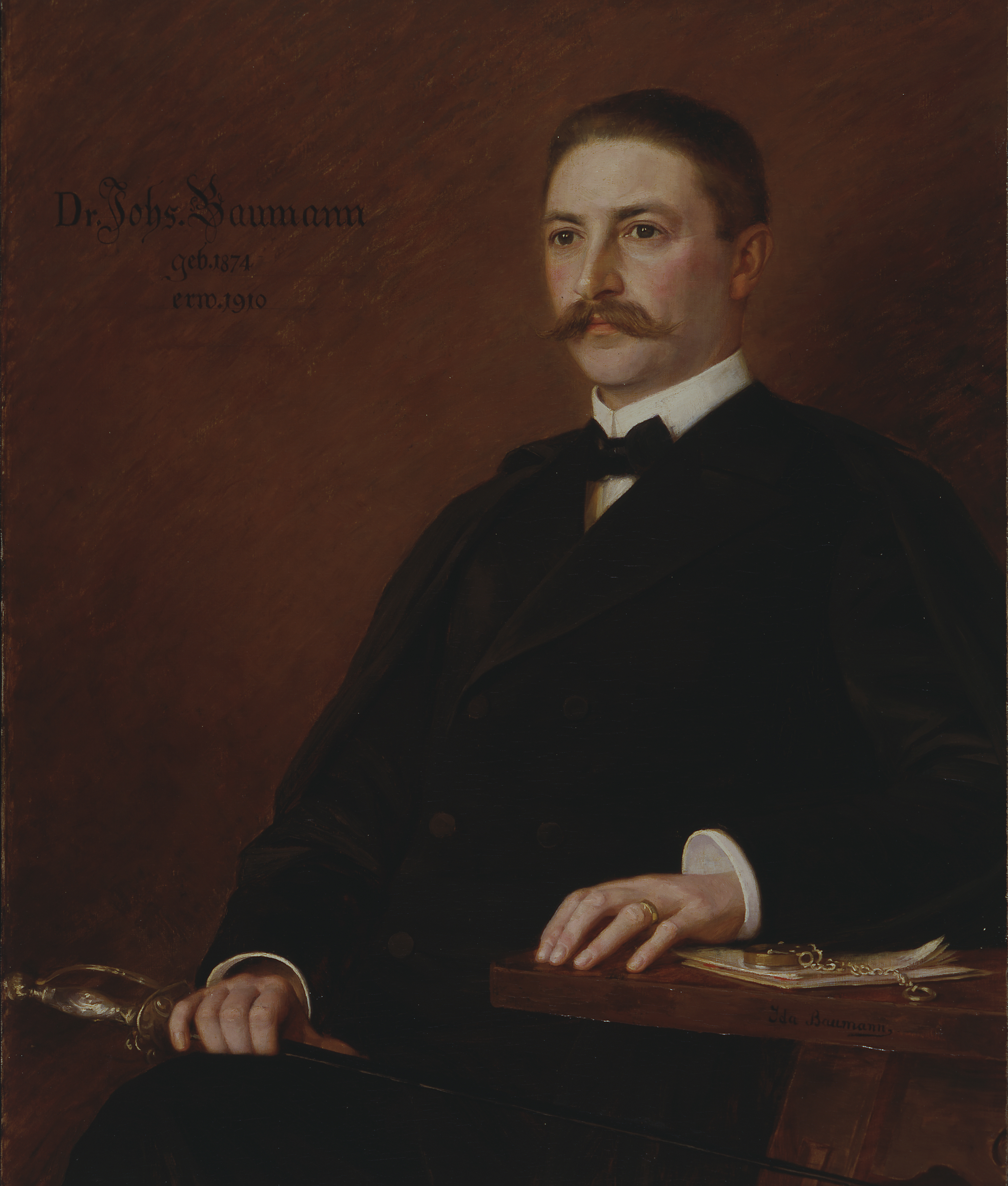
Johannes Baumann par sa demi-sœur Ida Baumann en 1910, Bibliothèque cantonale d'Appenzell Rhodes-Extérieures

conseiller fédéral de 1934 à 1940.
- Parti radical-démocratique

## Départements
- 1934-1940   Département de justice et police

## Présidence de la confédération
- 1938